# Grantia indica
Grantia indica är en svampdjursart som beskrevs av Arthur Dendy 1913. Grantia indica ingår i släktet Grantia och familjen Grantiidae.
Artens utbredningsområde är havet kring Seychellerna. Inga underarter finns listade i Catalogue of Life.